# Mr. George Mozart the Famous Comedian
Mr. George Mozart the Famous Comedian è un cortometraggio muto del 1928 scritto e interpretato da George Mozart. Il nome del regista non appare nei credit del film.

## Produzione
Il film fu prodotto dalla De Forest Phonofilm, una compagnia di produzione che prendeva il nome dal sistema di sonorizzazione inventato da Lee De Forest (1873-1961), scienziato, inventore e uomo di cinema statunitense.

## Distribuzione
Distribuito dalla De Forest Phonofilm, il film - un cortometraggio - uscì nelle sale cinematografiche britanniche nell'aprile 1928. Non si conoscono pellicole ancora esistenti del film.